# Домузла (село)
Домузла́ (укр. Домузла, крымскотат. Domuzla, Домузла) — исчезнувшее селение (хутор) в Красноперекопском районе Республики Крым, располагавшееся на севере района, на Перекопском перешейке у берега Сиваша, примерно в 4 километрах к северу от современного села Филатовка.

## История
Первое документальное упоминание селения встречается в Статистическом справочнике Таврической губернии. Ч.II-я. Статистический очерк, выпуск пятый Перекопский уезд, 1915 год, согласно которому на хуторе Домузла (А. Тимошина) Воинской волости Перекопского уезда числилось 2 двора с русским населением в количестве 19 человек приписных жителей и 20 — «посторонних», из которых 24 мужчины и 15 женщин. О владении землёй сведений нет, в хозяйстве имелось 38 лошадей.
После установления в Крыму Советской власти, по постановлению Крымревкома от 8 января 1921 года № 206 «Об изменении административных границ» была упразднена волостная система, Перекопский уезд переименовали в Джанкойский, в котором был образован Ишуньский район, в состав которого включили село, а в 1922 году уезды получили название округов. 11 октября 1923 года, согласно постановлению ВЦИК, в административное деление Крымской АССР были внесены изменения, в результате которых округа были отменены, Ишуньский район упразднён и село вошло в состав Джанкойского района. Селение ещё отмечено на карте 1926 года. Согласно Списку населённых пунктов Крымской АССР по Всесоюзной переписи 17 декабря 1926 года, на хуторе Донузлав Армяно-Базарского сельсовета Джанкойского района, числился 1 двор, население составляло 7 человек (2 мужчины и 5 женщин), все русские. В последний раз, как безымянные развалины, отмечены на подробной карте 1941 года..